# Rebekah Stott
Rebekah Ashley Stott (* 17. Juni 1993 in Papamoa Beach) ist eine neuseeländische Fußballnationalspielerin.

## Leben
Stott wurde in Papamoa Beach in der Region Bay of Plenty geboren und zog im Alter von 11 Jahren in die australische Region Queensland. Dort besuchte sie die Marsden State High School in Brisbane und spielte für deren Women Soccer Team. Im März 2021 gab Stott bekannt, dass bei ihr das Hodgkin-Lymphom, Stadium III diagnostiziert wurde. Zur Behandlung per Chemotherapie kehrte sie nach Neuseeland zurück.

### Verein
Stott startete ihre Karriere mit der Queensland Academy of Sport. Im Sommer 2011 wechselte sie von Brisbane Roar zum Ligarivalen Melbourne Victory und konnte in 25 Spielen ein Tor erzielen. Am 5. Februar 2013 verließ sie Down Under und wechselte zum deutschen Zweitligisten SC Sand, mit dem sie im Sommer 2014 in die Frauen-Bundesliga aufstieg. Im Januar 2015 kehrte sie dem SC Sand den Rücken und kehrte nach Australien zurück. Seit 2015 spielt sie für Melbourne City FC in der W-League. Mit ihrem neuen Verein beendete sie die reguläre Saison auf dem ersten Platz und konnte dann auch das Grand Final gegen Sydney FC mit 4:1 gewinnen. Nachdem sie in 8 Spielen für den Sky Blue FC zum Einsatz gekommen war, unterschrieb sie am 19. November 2018 mit Landsfrau Victoria Esson bei Avaldsnes IL in Norwegen. Bei Avaldsnes verpasste sie in den 22 Saisonspielen keine Minute. Nach Ende der Saison in Norwegen kehrte sie zu Melbourne City zurück und gewann mit dem Verein zum fünften Mal die australische Meisterschaft. Im australischen Winter spielt sie in England für Brighton & Hove Albion, bedingt durch die COVID-19-Pandemie aber erst ab September 2020.

### Nationalmannschaft
Scott spielte in ihrer Jugendzeit in der U-17 und U-20 von Australien, bevor sie sich für die neuseeländische Fußballföderation entschied.
Am 17. Juni 2012 spielte sie ihr erstes Länderspiel für die Neuseeländische Fußballnationalmannschaft der Frauen in einem Freundschaftsspiel gegen China. Im August 2012 spielte sie für Neuseeland bei den Olympischen Sommerspielen 2012 in London. Sie gehörte auch zum Kader für die WM 2015. Sie kam in den drei Gruppenspielen zum Einsatz und erzielte im letzten Gruppenspiel beim 2:2 gegen China das erste Tor. Auch für die Olympischen Spiele 2016 wurde sie nominiert. Sie wurde in den drei Gruppenspielen eingesetzt, schied aber mit ihrer Mannschaft als schlechtester Gruppendritter aus.
Bei der Fußball-Ozeanienmeisterschaft der Frauen 2018 wurde sie in drei Spielen eingesetzt. Als Turniergewinner qualifizierten sich die Neuseeländerinnen für die WM 2019 und die Olympischen Spiele 2020.
Im Frühjahr 2019 wurde sie in den drei Spielen beim Cup of Nations eingesetzt.
Am 29. April wurde sie für die WM in Frankreich nominiert. Bei der WM kam sie in den drei verlorenen Gruppenspielen zum Einsatz, nach denen die Neuseeländerinnen ausschieden.
Sie wurde für die WM 2023 nominiert, kam in jedem der drei Spiele ihres Teams zum Einsatz und schied mit ihrer Mannschaft nach der Vorrunde aus.
Am 19. Februar 2024 bestritt sie im Finale der OFC-Qualifikation für die Olympischen Spiele 2024 ihr 100. Länderspiel, wobei sie ihre Mannschaft als Kapitänin aufs Feld führte und sich mit einem 11:1-Sieg gegen die Salomonen für die Olympischen Spiele qualifizierte. Beim olympischen Fußballturnier 2024 schied sie mit ihrer Mannschaft aber nach drei Niederlagen nach den Gruppenspielen aus.

## Erfolge
- U-16-Südostasienmeister mit Australien 2009
- Meister der 2. Fußball-Bundesliga 2013/14 mit dem SC Sand
- Ozeanienmeister: 2014 und 2018 mit Neuseeland
- Australischer Meister 2010/2011 (mit Brisbane Roar, ohne Einsatz), 2015/16, 2016/2017, 2017/2018, 2019/2020 (mit Melbourne City FC)

## Auszeichnungen
- 2020: International Women’s Player of the Year[21]